# Europsko prvenstvo u košarci za žene – Bugarska 1960.
Europsko prvenstvo u košarci za žene 1960. godine održalo se u Bugarskoj 1960. godine.